# Rauss Károly
Rauss Károly, teljes nevén Rauss Károly Aladár Ferenc (Mernye, 1905. február 1. – Pécs, 1976. február 27.) mikrobiológus, laboratóriumi és közegészségügyi szakorvos, egyetemi tanár, az orvostudományok doktora (1952), Kossuth-díjas (1953).

## Élete
Rauss Károly uradalmi számvevő és Höllrigl Elvira fiaként született a Somogy vármegyei Mernyén. A Kaposvári Magyar Királyi Állami Somssich Pál Főgimnáziumban érettségizett (1923). A budapesti Pázmány Péter Tudományegyetemen 1929. december 14-én orvosdoktorrá avatták. 1927-ben az egyetem kórtani intézetének gyakornoka, majd Preisz Hugó intézetének externistája lett.
1929 és 1931 között az Országos Közegészségügyi Intézet tiszteletdíjas orvosa, 1931-től 1939-ig adjunktusa. 1934–1935-ben a Rockefeller Alapítvány támogatásával egy évig tanulmányúton volt a következő állomásokon: New York, Baltimore, Washington, Lansing, Albany, Koppenhága és London. 1936-ban tisztázta az úgynevezett Morganbacillus rendszertani helyzetét. Petrilla Aladárral, majd Lovrekovich Istvánnal előállították a hatékony, csapadékos tífusz-oltóanyagot. 1939-től az Országos Közegészségügyi Intézet Bakteriológiai Osztályának vezetője. 1942-ben a fertőző betegségek bakteriológiai diagnózisa című tárgykör magántanárává habilitálták. Ugyanebben az évben megbízást kapott a Népegészségügy című lap szerkesztőségi teendőinek ellátására. 1946-tól a Pécsi Tudományegyetem Közegészségtani Tanszékének nyilvános rendes egyetemi tanára, s a Közegészségtani Intézetének igazgatója. 1951-ben alapító intézetvezetője az újonnan megszervezett Mikrobiológiai Intézetnek, amelyet 1975-ös nyugalomba vonulásáig igazgatott. Oktatói, kutatói és diagnosztikai munkája iskolateremtő volt. 1953-ban a dysentéria-védőoltás kidolgozásáért, valamint a gyermekgyógyászat terén elért eredményeiért Kossuth-díjjal jutalmazták. 1964-től 1967-ig a Pécsi Tudományegyetem tudományos rektorhelyettese volt. 
Számos tudományos bizottság és társaság, többek között a Nemzetközi Nómenklatúra Bizottság (1952), a Mecsnyikov Társaság (Moszkva, 1956), a Gesellschaft für Seuchenschutz (Leipzig, 1965), a Leopoldina Német Természettudományos Akadémia (Halle, 1968) tagja. 
Mintegy 150 szakközleménye, több könyve, illetve könyvfejezete jelent meg. Magyar folyóiratokon kívül német és angol szakfolyóiratokban írt bakteriológiai vonatkozású tanulmányokat. Angolul és németül is beszélt. 
A pécsi köztemetőben nyugszik (K parcella, 20. sor, 12. sírhely). 

## Főbb művei
- Bakteriologiai és serologiai vizsgálatok vérhasbetegeken. Szendey Lászlóval. (Magyar Orvosi Archívum, 1933, 34.)
- A Salmonella csoport antigénsajátságai. (Orvosképzés, 1944, 1.)
- Újabb adatok a Flexner-bacillus rendszertanához. (Orvosok Lapja, 1946, 4.)
- A hastyphus prevenciója védőoltásokkal. (Orvosok Lapja, 1947, 51.)
- A dysenteria védőoltás kérdése. (Orvosok Lapja, 1948, 20.)
- Kísérleti adatok az idült cholecystitis pathogeneziséhez. Szilárd Zoltánnal. (Orvosi Hetilap, 1948, 24.; Orvosok, Lapja, 1948, 37.)
- Gram negatív kórokozókra ható antibioticum előállításának lehetősége. (Orvosi Hetilap, 1948, 37.; Orvosok Lapja, 1948, 50.)
- A typhus védőoltás néhány problémája. (Orvosi Hetilap, 1953, 40.)
- A csecsemőkori coli enteritis problémái. (Orvosi Hetilap, 1954, 27.)
- Vi haemagglutináció gyakorlati értékére vonatkozó vizsgálatok. Kanizsai Lászlóval. (Orvosi Hetilap, 1954, 52.)
- Dysenteria (szerk., Budapest, 1955)
- A dysenteria védőoltás eredményei. Kétyi Ivánnal. (Orvosi Hetilap, 1956, 6.)
- Az enterális vaccinák oltási reakcióinak csökkentéséről. (Orvosi Hetilap, 1957, 33.)
- Kombinált typhus-dysenteria-tetanus oltóanyag előállítása, ellenőrzése és immunogen hatására vonatkozó megfigyelések. Joó Istvánnal, Kétyi Ivánnal és Réthy Lajossal. (Orvosi Hetilap, 1958, 33.)
- Orvosi mikrobiológia. (Sedlák Jánossal, H. Rischevel; Budapest, 1960)
- A salmonellosisról (Orvosi Hetilap, 1960, 6.)
- A staphylococcus fertőzések mikrobiológiai és járványtani vonatkozásai. (Orvosi Hetilap, 1960, 51.)
- A shigellosis bakteriológiájának, pathomechanismusának és immunológiájának vizsgálata terén elért eredmények. (Orvosi Hetilap, 1963, 11.)
- Orvosi mikrobiológia és immunitástan (Alföldy Zoltánnal és Ivánovics Györggyel, Budapest, 1967)
- A dysenteria elleni védőoltás kilátásai. (Orvosi Hetilap, 1968, 3.)
- Egérre nézve avirulens salmonellák sorsa oralis bevitel után. Ralovich Bélával. (MTA Orvosi Tudományok Osztályának Közleményei, 1970, 21.)
- Salmonella immunitás egérben. Ralovich Bélával. (MTA Orvosi Tudományok Osztályának Közleményei, 1971, 22.)
- A csecsemőkori enteritis fajlagos oralis praeventiója. Kétyi Ivánnal, Matusovits Emőkével, Szendrei Lászlóval és Vertényi Adéllel. (Gyermekgyógyászat, 1973, 2.)
- Az enteralis megbetegedések megelőzésére alkalmazott oralis immunizálás elméleti és gyakorlati kérdései. (Orvosi Hetilap, 1974, 46.)

## Díjai, elismerései
- Magyar Népköztársasági Érdemrend IV. fokozata (1952)[13][14]
- Kossuth-díj (1953)
- Kiváló orvos (1960)[15]
- Hőgyes Endre-emlékérem (1963)
- Akadémiai Díj (1964)
- Munka Érdemrend arany fokozata (1969, 1975)[16][17]
- Manninger Rezső-emlékérem (1975)

## Emlékezete
- 2005-ben, születésének századik évfordulóján ünnepélyes ülés keretében a Romhányi György aula egyik oszlopán az arcáról készült bronz domborművet helyeztek el.
- Mernye község posztumusz díszpolgárává választotta
- 2017-ben egykori intézete folyosóján avatták fel bronz domborművét